# Mitsuru Ushijima
Mitsuru Ushijima (牛島満), född i Kagoshima den 31 juli 1887, död 22 juni 1945 på Okinawa, var en japansk general under andra världskriget.
Ushijima gick ut Kejserliga Militärakademin 1908 och armékrigshögskolan 1916. Han deltog i det andra sino-japanska kriget och var med bland annat när Nanjing och Wuhan föll 1937. Från 1938 fram till 1944 var han rektor för olika japanska militärskolor. 1939 befordrades han till generallöjtnant och 1942 förde han befäl över en infanterienhet i Burma.
Den 8 augusti 1944 utsågs Ushijima till befälhavare för den 32:e armén som bestod av 120 000 man. Den var sammansatt av 9:e, 24:e och 62:a divisionerna liksom den 44:e oberoende brigaden. Han förde befäl över de japanska trupperna under slaget om Okinawa som inleddes 26 mars 1945. 20 juni befordrades Ushijima till general, två dagar senare när han insåg att slaget var helt förlorat begick han seppuku (harakiri) tillsammans med sin stabschef Isamu Chō.